# Dynamix
Dynamix Inc. era una azienda sviluppatrice di videogiochi, e per un periodo anche editrice, nata a Eugene, negli Stati Uniti, nel 1984.
Conosciuta per aver sviluppato Red Baron e The Incredible Machine, nel 1990 è stata inglobata da Sierra Entertainment.
È stata ufficialmente chiusa il 14 agosto 2001.

## Storia
I due giovani statunitensi Damon Slye e Jeff Tunnell fondarono la Software Entertainment Company e pubblicarono nel 1983 Stellar 7, sviluppato da Slye, ed Electronic Playground, sviluppato da Tunnell (un poco noto gioco educativo per Apple II). Capendo però presto che a quei tempi era troppo tardi per lanciare una nuova editrice così piccola, i due chiusero la Software Entertainment Company e fondarono la Dynamix, inizialmente dedicata solo allo sviluppo di giochi.
L'azienda ottenne presto un contratto con l'editrice Electronic Arts, e sviluppò anche titoli per Penguin Software e Activision. Dalla fine degli anni '80, uscirono anche titoli indipendenti pubblicati dalla Dynamix stessa. Da quando nel 1990 venne acquisita dalla Sierra On-Line, sviluppò titoli prevalentemente per essa o talvolta con il proprio marchio.

## Videogiochi sviluppati
- 3D Ultra Lionel Traintown Deluxe
- 3-D Ultra Pinball
- 3-D Ultra NASCAR Pinball
- 3-D Ultra Pinball: Creep Night
- 3-D Ultra Pinball: The Lost Continent
- A-10 Tank Killer
- Abrams Battle Tank
- Aces of the Deep Expansion Disk
- Aces of the Pacific
- Aces Over Europe
- Aces: Collection Series
- Aces: The Complete Collector's Edition
- Alien Legacy
- Arcticfox
- Betrayal at Krondor
- Bouncers
- Caveman Ugh-Lympics
- Championship Baseball
- Classic Power Compilation
- Command: Aces of the Deep
- Curse You! Red Baron
- Cyberstorm 2: Corporate Wars
- David Wolf: Secret Agent
- Deathtrack
- Die Hard
- Earthsiege 2
- Field & Stream: Trophy Bass 3D
- Front Page Sports: Football
- Front Page Sports: Baseball '94
- Front Page Sports: Football Pro
- Front Page Sports: Trophy Bass 2 - Northern Lakes
- Front Page Sports: Trophy Bass 2
- Front Page Sports: Trophy Rivers
- GBA Championship Basketball: Two-on-Two
- Ghostbusters II
- Heart of China
- Hunter Hunted
- MechWarrior
- Metaltech: Battledrome
- Metaltech: Earthsiege Speech Pack
- Metaltech: Earthsiege
- MissionForce: Cyberstorm
- Motocross
- Nova 9: Return of Gir Draxon
- Outpost 2: Divided Destiny
- Pete Rose Pennant Fever
- Pro Pilot '99
- Project Firestart
- RC Racers II
- Red Baron
- Red Baron 3-D
- Red Baron II
- Red Baron With Mission Builder
- Red Baron: Mission Builder
- Rise of the Dragon
- Sid & Al's Incredible Toons
- Sierra Pro Pilot
- Silent Thunder
- Skyfox II: The Cygnus Conflict
- Skyfox
- Space Quest V: The Next Mutation
- Starsiege: Tribes
- Starsiege
- Stellar 7
- Take a Break! Pinball
- The Adventures of Willy Beamish
- The Incredible Machine
- The Incredible Machine 3
- The Incredible Machine: Even More Contraptions
- The Train: Escape to Normandy
- Tribes 2
- Tribes Action Pack
- WWII: 1946